# Prostemmiulus quadristriatus
Prostemmiulus quadristriatus är en mångfotingart som beskrevs av Loomis 1936. Prostemmiulus quadristriatus ingår i släktet Prostemmiulus och familjen Stemmiulidae. Inga underarter finns listade i Catalogue of Life.